# Neghelle
Neghelle (in amarico ነገሌ, Nägäle) è una città nell'Etiopia del sud-est. Situata nella Zona di Misraq Scioa nella Regione di Oromia, sulla strada a nord di Sciasciamanna.
È il centro amministrativo dell'omonima woreda di Neghelle. Contadini provenienti dalla woreda di Sciasciamanna vengono al mercato del lunedì di Neghelle per vendere sementa, patate e cereali per il bestiame.
Nel 1994 la città aveva 23.512 abitanti.